# Nucleus CMS
Nucleus CMS — блоговая система управления контентом, написанная на PHP и Javascript. Для хранения данных используется СУБД MySQL. 

## Описание
Система была заявлена как сочетающая в себе легкость, функциональность, простоту и в то же время имеющую большие возможности для развития. Данная система имеет высокую скорость работы и низкие требования к ресурсам сервера, а также поддерживает большое количество различных плагинов на нескольких языках.

## История
Разработчиком nucleus CMS является более известный Demuinck, первая редакция была опубликована в 2001 году, изначально nucleus CMS состояла из нескольких скриптов, которые позволяли управлять пользователями и генерировать HTML-страницы.
Версия 1.0 была выпущена в 2002 году. После этого стало возможным управление несколькими блогами из одной системы.
14 июня 2014 года его разработчики объявили об официальном закрытии проекта.
27 января 2016 года было объявлено, что разработка снова продолжится. 